# Водяна черв'яга
Водяна черв'яга (лат. Typhlonectes) — рід земноводних родини Водяні черв'яги ряду Безногі земноводні. Має 2 види.

## Опис
Загальна довжина представників цього роду коливається від 45 до 60 см. Голова велика, сплощена (у різних видів ця сплощеність різна). Череп повністю критий, є отвори лише для органів чуттів. Мають своєрідні легені, але здебільшого дихають через шкіру. Відсутня луска. Щупальця розташовані безпосередньо позаду носового отвору. Тулуб доволі сплощений (у різних видів по різному). Забарвлення сірувате, бурувате з рожевими або бежевими відтінками.

## Спосіб життя
Полюбляють тропічні ліси. Ведуть переважно водний спосіб життя, лише інколи з'являються на поверхні. зустрічаються на висоті 200–1000 м над рівнем моря. Риють нори біля узбережжя водойм або на ґрунті під водою. Активні вночі. Живляться безхребетними, пуголовками, мертвою рибою, пагонами водяних рослин.
Це живородящі земноводні. У них внутрішнє запліднення. Самиця народжує від 2 до 11 дитинчат, які мають зябра у формі пластинок.

## Розповсюдження
Мешкають на півночі Південної Америки.

## Види
- Typhlonectes compressicauda
- Typhlonectes natans